# Équipe d'Union soviétique de football au Championnat d'Europe 1960
L'équipe d'Union soviétique de football participe au 1er championnat d'Europe, édition 1960, dont le tournoi final se déroule en France du 6 au 10 juillet 1960.
L'URSS bat la Tchécoslovaquie en demi-finale puis devient le premier champion d'Europe de football après sa victoire en finale contre la Yougoslavie sur le score de 2-1 après prolongation. À titre individuel, Valentin Ivanov et Viktor Ponedelnik font partie des cinq joueurs qui finissent meilleurs buteurs de la compétition.

## Phase qualificative

### Huitième de finale
| Équipe 1         | Résultat | Équipe 2 | Aller | Retour |
| ---------------- | -------- | -------- | ----- | ------ |
| Union soviétique | 4 - 1    | Hongrie  | 3 - 1 | 1 - 0  |

### Quart de finale
| Équipe 1         | Résultat     | Équipe 2 | Aller | Retour |
| ---------------- | ------------ | -------- | ----- | ------ |
| Union soviétique | Q. - forfait | Espagne  | -     | -      |

## Phase finale

### Demi-finale
| Entraîneur : |
| R. Vytlacil  |

| Entraîneur : |
| G. Kachalin  |

| Entraîneur : |
| R. Vytlacil  |

| Entraîneur : |
| G. Kachalin  |

### Finale
| Titulaires : |  |
| |  |
| Lev Yachine Givi Chokheli Anatoli Maslyonkin Anatoly Krutikov Yuri Voinov Igor Netto Slava Metreveli Valentin Ivanov Viktor Ponedelnik Valentin Bubukin Mikhaïl Meskhi |  |
| Entraîneur : |  |
| G. Kachalin |  |

| Titulaires : |  |
| |  |
| Blagoja Vidinić Vladimir Durković Fahrudin Jusufi Ante Žanetić Jovan Miladinović Željko Perušić Željko Matuš Dražan Jerković Milan Galić Dragoslav Šekularac Bora Kostić |  |
| Entraîneur : |  |
| A. Tirnanic, L. Lovric et D. Nikolic |  |

| Titulaires : |  |
| |  |
| Lev Yachine Givi Chokheli Anatoli Maslyonkin Anatoly Krutikov Yuri Voinov Igor Netto Slava Metreveli Valentin Ivanov Viktor Ponedelnik Valentin Bubukin Mikhaïl Meskhi |  |
| Entraîneur : |  |
| G. Kachalin |  |

| Titulaires : |  |
| |  |
| Blagoja Vidinić Vladimir Durković Fahrudin Jusufi Ante Žanetić Jovan Miladinović Željko Perušić Željko Matuš Dražan Jerković Milan Galić Dragoslav Šekularac Bora Kostić |  |
| Entraîneur : |  |
| A. Tirnanic, L. Lovric et D. Nikolic |  |